# El Medah
El Medah es una comuna o municipio del departamento de Aoujeft, en la región de Adrar, en Mauritania. En marzo de 2013 presentaba una población censada de 3900 habitantes.
Se encuentra ubicada en el centro del país, sobre el desierto del Sahara, al este del océano Atlántico.